# Wollingboermarke
Wollingboermarke is een buurtschap in de gemeente Westerwolde in de Nederlandse provincie Groningen. De buurtschap ligt ten zuidoosten van Bourtange. De naam doet denken aan een oude boermarke, maar is in werkelijkheid een samentrekking van Wollingboeren, de bewoners van de buurtschap, en het huis De Marke.
Aan de buurtschap is een oude sage verbonden. Er zou een hoesstee (een hut) hebben gestaan die er neergezet was door de duivel. Als vrouwen er langs kwamen moesten ze met de duivel dansen. Op den duur durfden de vrouwen er niet meer langs te gaan. De mannen van de buurtschap hebben toen met zijn allen de hut in brand gestoken. Na de brand bleek er een diepe kuil te zijn ontstaan. Die kuil is nu een kolk in de Renne, een stroompje dat langs de buurtschap stroomt.
Dorpen: Barnflair · Bellingwolde · Blijham · Bourtange · Jipsingboertange · Oudeschans · Over de Dijk · Sellingen · Ter Apel · Ter Apelkanaal · Veelerveen · Vlagtwedde · Vriescheloo · Wedde · Wedderheide · Zandberg (deels)

Buurtschappen: Agodorp · Borgertange · Borgerveld · Bovenstreek · De Bouwte · De Bruil · De Bult · Den Ham · De Heemen · De Lethe · De Maten · De Oerde · De Straat (Engelkes) · Draaijerij · Ellersinghuizen · Hanetange · Harpel · Hoorn · Hoornderveen · Jipsingboermussel · Jipsinghuizen · Kielhuppen · Klein-Ulsda · Klontjebuurt · Koudehoek · Lammerweg · Laude · Lauderbeetse · Lauderzwarteveen · Laudermarke · Leemdobben · Lieskemeer · Loosterheide · Lutje Ham · Lutjeloo · Morige · Munnekemoer · Nienoordstreekje · Oosteinde · Overdiep · Pallert · Plaggenborg · Poldert · Renneborg · Rhederbrug · Rhederveld · Rijsdam · Roelage · 't Schot · Sellingerbeetse · Sellingerzwarteveen · Slegge · Stakenborg · Stobben · Ter Borg · Ter Haar · Ter Walslage · Ter Wisch · Tjabbesstreek · Veele · Veendijk · Veerste Veldhuis · Verbindingsweg · Vlagtwedder-Veldhuis · Vogelzang · Voorwold · Wedderbergen · Wedderveer · Weende · Weite · Wessingtange · Westeind · De Westert · Winschoterhogebrug (deels) · Winschoterzijl (deels) · Wollingboermarke · Wollinghuizen · Zuidveld · Zandstroom

Groningen: Steden en dorpen      Nederland: Provincies · Gemeenten